# Skalité (stacja kolejowa)
Skalité – stacja kolejowa w Skalité, w kraju żylińskim, na Słowacji.
| Skalité                                          |  |                                         |
| Linia 129 Czadca – Skalité – Zwardoń (13,456 km) |  |                                         |
| Skalité zastávkaodległość: 1,650 km              |  | Skalité pod Poľanou odległość: 2,148 km |